# Pseudoerinna
Genre
Synonymes
- Bequaertomyia Brennan, 1935[1]

Pseudoerinna est un genre de diptères de la famille des Pelecorhynchidae.

## Liste d'espèces
Selon Catalogue of Life (22 avril 2019) :
- Pseudoerinna fuscata Shiraki, 1932
- Pseudoerinna jonesi (Cresson, 1919)